# John Scheid
John Scheid (* 31. Mai 1946 in Luxemburg) ist ein französischer Althistoriker und Religionshistoriker luxemburgischer Herkunft. Er war Professor für Römische Religionen an der École pratique des hautes études (1983–2001) und für Religion, Institutionen und Gesellschaft des antiken Rom am Collège de France (2001–2016).

## Leben und Wirken
Nach dem Schulbesuch in Luxemburg (Abschluss 1965) studierte Scheid zunächst Philosophie und Lettres (Sprachen und Literatur) in Luxemburg, dann Lettres classiques (klassische Sprachen, antike Literatur, Geschichte und Philosophie) an der Universität von Paris (Sorbonne) und der Universität Straßburg, wo er 1972 den Doktorgrad (Docteur de IIIe cycle) erwarb. Außerdem studierte er von 1969 bis 1979 an der École pratique des hautes études (EPHE), in der IV. (historisch-philologischen) und V. (religionswissenschaftlichen) Sektion. Von 1974 bis 1977 war er an der École française de Rome tätig. Anschließend war er bis 1983 Assistent für Alte Geschichte an der Université de Lille. Parallel leitete Scheid gemeinsam mit Henri Broise von 1975 bis 1988 und erneut 1997–1998 die archäologischen Arbeiten am Heiligtum der Dea Dia im Südosten Roms.
Von 1983 bis 2001 war Scheid Directeur d’études in der religionswissenschaftlichen Sektion der EPHE mit dem Fachgebiet „Römische Religionen“. Zwischen 1985 und 1993 lehrte er auch am Institute for Advanced Study in Princeton. 1987 habilitierte er sich (Doctorat d’État) an der Universität Straßburg II Marc Bloch mit einer Arbeit über das Kollegium der Arvalbrüder. Von 2000 bis 2016 war Scheid Kodirektor der Ausgrabungen im tunesischen Djebel Oust. Das Collège de France wählte ihn 2001 auf den Lehrstuhl für „Religion, Institutionen und Gesellschaft des antiken Rom“, den er bis 2016 innehatte. Dort zeichnete er außerdem von 2006 bis 2015 für die internationalen Beziehungen verantwortlich, von 2012 bis 2015 war er Vize-Administrator des Collège de France.
Scheid beschäftigt sich schwerpunktmäßig mit der römischen Religions- und Sozialgeschichte. Er hat insbesondere mehrere prosopographische Arbeiten über das Kollegium der Arvalbrüder veröffentlicht. Zusammen mit Jesper Svenbro erhielt er für das gemeinsame Werk La tortue et la lyre („Schildkröte und Lyra“) 2015 den Prix Émile Girardeau der Académie des sciences morales et politiques am Institut de France.
Seit 1991 ist Scheid korrespondierendes Mitglied des Deutschen Archäologischen Instituts. Als ausländischer Experte wirkte er von 1993 bis 1999 am DFG-Schwerpunktprogramm „Kelten, Germanen, Römer im Mittelgebirgsraum zwischen Luxemburg und Thüringen“ und von 2002 bis 2007 im Schwerpunktprogramm „Römische Reichsreligion“ mit. Ebenfalls von 2002 bis 2007 war er Vizepräsident der Association Internationale d’Épigraphie Grecque et Latine. 2006 wurde er als ordentliches Mitglied in die Academia Europaea aufgenommen. 2012 wurde er korrespondierendes Mitglied der British Academy und 2016 Mitglied der Académie des inscriptions et belles-lettres. Er ist Ehrendoktor der Universitäten in Erfurt (2006) und Chicago (2013) sowie seit 2013 Ritter der Ehrenlegion. Scheid gehört den Redaktionsbeiräten des Archivs für Religionsgeschichte, der Potsdamer Altertumswissenschaftlichen Beiträge, der Zeitschriften Historia, Millennium und Athenaeum, des Archivo Español de Arqueología und der Rivista Storica Italiana an.

## Schriften
- Les frères arvales. Recrutement et origine sociale sous les empereurs Julio-Claudiens (= Bibliothèque de l’École des Hautes Études. Section des Sciences Religieuses. Band 77, ZDB-ID 773725-7). Presses universitaires de France, Paris 1975 (zugleich Dissertation, Universität Straßburg 1972).
- La religione a Roma (= Il mondo degli antichi. Band 7,2, ZDB-ID 2134162-X = Universale Laterza. Band 620). Laterza, Rom u. a. 1983.
  - In französischer Sprache: Religion et piété à Rome. Découverte, Paris 1985, ISBN 2-7071-1530-4 (Neuausgabe: Albin Michel, Paris 2001, ISBN 2-226-12134-X).
- mit Henri Broise: Le balneum des frères arvales. Recherches archéologiques à La Magliana (= Roma antica. Band 1). École française de Rome u. a., Rom 1987, ISBN 2-7283-0149-2.
- mit François Jacques: Rome et l’intégration de l’Empire (44 av. J.-C.–260 ap. J.-.C.). Band 1: Les structures de l’empire romain. Presses universitaires de France, Paris 1990, ISBN 2-13-043010-4.
  - In deutscher Sprache: Rom und das Reich in der hohen Kaiserzeit. Band 1: Die Struktur des Reiches. Teubner, Stuttgart u. a. 1998, ISBN 3-519-07445-1.
- Romulus et ses frères. Le collège des frères arvales, modèle du culte public dans la Rome des empereurs (= Bibliothèque des Ecoles française d’Athènes et de Rome. Band 275). École française de Rome u. a., Rom 1990, ISBN 2-7283-0203-0.
- Le collège des frères arvales. Étude prosopographique du recrutement (69–304) (= Saggi di storia antica. Band 1). „L’Erma“ di Bretschneider, Rom 1990, ISBN 88-7062-679-2.
- Grenzen und Probleme in der Auswertung von Priesterfasten. In: Werner Eck (Hrsg.): Prosopographie und Sozialgeschichte. Studien zur Methodik und Erkenntnismöglichkeit der kaiserzeitlichen Prosopographie. Böhlau, Köln u. a. 1993, ISBN 3-412-04393-1, S. 103–118.
- mit Jesper Svenbro: Le métier de Zeus. Mythe du tissage et du tissu dans le monde gréco-romain. La Découverte, Paris 1994, ISBN 2-7071-2309-9.
  - In englischer Sprache: The craft of Zeus. Myths of weaving and fabric (= Revealing antiquity. Band 9). Harvard University Press, Cambridge (Mass.) 1996, ISBN 0-674-17549-2.
- mit Roger Hanoune: Nos ancêtres les Romains (= Découvertes Gallimard. Band 259). Éditions Gallimard, Paris 1995, ISBN 2-07-053159-7.
- Recherches archéologiques à la Magliana: Commentarii fratrum arvalium qui supersunt. Les copies épigraphiques des protocoles annuels de la confrérie arvale (21 av.–304 ap. J.-C.). Unter Mitarbeit von Paola Tassini und Jörg Rüpke (= Roma antica. Band 4). École Française de Rome, Rom 1998, ISBN 2-7283-0539-0.
- La religion des Romains. Colin, Paris 1998, ISBN 2-200-01786-3.
  - In englischer Sprache: An Introduction to Roman Religion. Edinburgh University Press, Edinburgh 2003, ISBN 0-7486-1608-X.
- Quand faire c’est croire. Les rites sacrificiels des Romains. Aubier, Paris 2005, ISBN 2-7007-2298-1.
  - In italienischer Sprache: Quando fare è credere. I riti sacrificali dei romani. GLF Editori Laterza, Rom 2011, ISBN 978-88-420-7902-6.
- Res gestae divi Augusti. Hauts faits du divin Auguste. Texte établi et traduit (= Collection Budé. Série latine. Band 386). Les Belles Lettres, Paris 2007, ISBN 978-2-251-01446-3.
- Plutarch, Römische Fragen. Ein virtueller Spaziergang im Herzen des alten Rom (= Texte zur Forschung. Band 103). Herausgegeben, übersetzt, kommentiert und interpretiert. Wissenschaftliche Buchgesellschaft, Darmstadt 2012, ISBN 978-3-534-21312-2.
- Les Dieux, l’État et l’individu. Réflexions sur la religion civique à Rome. Éditions du Seuil, Paris 2013, ISBN 978-2-02-108909-7.
  - In englischer Sprache: The gods, the state, and the individual. Reflections on civic religion in Rome. University of Pennsylvania Press, Philadelphia 2016, ISBN 978-0-8122-4766-4.
- mit Jesper Svenbro: La tortue et la lyre. Dans l’atelier du mythe antique. Paris 2014, ISBN 978-2-271-07883-4
  - In deutscher Sprache: Schildkröte und Lyra. In der Werkstatt der Mythologie. Wissenschaftliche Buchgesellschaft, Darmstadt 2017, ISBN 978-3-8053-5062-4.
- Rites et religion à Rome. CNRS Éditions, Paris 2019, ISBN 978-2-271-12418-0.
- Ad Deam Diam. Ein heiliger Hain in Roms Suburbium (= Spielräume der Antike. Band 5). Franz Steiner, Stuttgart 2019, ISBN 978-3-515-12327-3.
- mit Jean-Louis Ferrary: Elogio del testo critico. Per i cento anni de Les Belles Lettres (= Minimamoralia. Nummer 35). BookTime, Mailand 2019, ISBN 978-88-6218-309-3.
- mit Nicolas Guillerat: Infographie de la Rome antique. Passés composés, 2020.
  - In deutscher Sprache: Rom verstehen. Das Römische Reich in Infografiken. dtv, München 2022. Auch ins Englische, Spanische und Italienische übersetzt.
- mit Henri Broise: Un bois sacré du suburbium romain. Topographie générale du site ad deam diam (= Recherches archéologiques à la Magliana. Band 3; = Roma antica. Band 8). École Française de Rome, Rom 2020, ISBN 978-2-7283-1476-8.
- Les Romains et leurs religions. La piété au quotidien. Les Éditions du Cerf, Paris 2023, ISBN 978-2-204-13946-5.